# Olmiccia
Olmiccia (kors. Ulmiccia) – miejscowość i gmina we Francji, w regionie Korsyka, w departamencie Korsyka Południowa.
Według danych na rok 2007 gminę zamieszkiwało 101 osób, a gęstość zaludnienia wynosiła 8 osób/km².